# Махлангу, Нтандо
Нтандо Махлангу (зулу Ntando Mahlangu; род. 2002, Претория) ― южноафриканский легкоатлет-паралимпиец, спринтер. Двукратный чемпион летних Паралимпийских игр 2020 в Токио.

## Биография
Родился 26 января 2002 года. Нтандо родился с малоберцовой гемимелией, которая повлияла на развитие обеих его ног ниже колена. В 2012 году было решено ампутировать обе ноги в области колена. Позже в том же году он получил свой первый набор лезвий-протезов.

### Спортивная карьера
Махлангу начал свою спортивную карьеру в классе инвалидности T42, но в настоящее время соревнуется в классе T61 (после пересмотра системы классификации Международного паралимпийского комитета).
Махлангу представлял Южную Африку на Летних Паралимпийских играх 2016 года в Рио-де-Жанейро (Бразилия), где он выиграл серебряную медаль в беге на 200 метров T42 среди мужчин в возрасте 14 лет.
На чемпионате мира по паралимпийской лёгкой атлетике в Лондоне, Великобритания, он выиграл серебряную медаль в беге на 200 метров T42 среди мужчин. Он также участвовал в беге на 100 метров T42 среди мужчин, где он не прошёл до финала.
На чемпионате мира по паралимпийской лёгкой атлетике в Дубае, Объединённые Арабские Эмираты, он выиграл золотую медаль в беге на 200 метров T61 среди мужчин и занял 4-е место в соревнованиях по прыжкам в длину среди мужчин T63. Он получил право представлять Южную Африку на летних Паралимпийских играх 2020 года в Токио, Япония.
В апреле 2021 года Махлангу установил новый мировой рекорд — 22,94 с в финале мужского бега на 200 метров в классе T61 на национальном чемпионате Toyota South African Sports 2021 года в Гкеберхе, Южная Африка.
Махлангу выиграл золотую медаль в прыжках в длину T63 среди мужчин на летних Паралимпийских играх 2020 года в Токио, Япония, в прыжке с мировым рекордом на 7,17 м.
В 2020 году он снялся в документальном фильме « Восходящий Феникс».